# Кёйпер, Абрахам
Абрахам Кёйпер (нидерл. Abraham Kuyper, 29 октября 1837, Масслёйс, Южная Голландия, Нидерланды — 8 ноября 1920, Гаага, Нидерланды) — нидерландский политик, журналист, государственный деятель, ортодоксальный реформатский теолог. Основатель Антиреволюционной партии, премьер-министр Нидерландов и министр внутренних дел (1901—1905).
Сторонник ортодоксального кальвинизма. Организовал в нидерландской реформатской церкви так называемую «опечаленную церковь» (1886). В 1880 году Кейпер учредил в Амстердаме Свободный университет. Был одно время членом второй палаты. Его политическим органом служил «Standaard», а церковным — «Heraut». Кейпер издавал «Ons Program» (2 изд. Амст., 1880), свои многочисленные речи и брошюры, а также сочинения польского кальвиниста Лаского (Гаага, 1886).

## Биография

### Ранние годы
Родился в семье служителя Нидерландской реформатской церкви Яна Фредерика Кёйпера. Начальное образование получил дома от своего отца. Когда Ян Фредерик был переведён на церковную должность в Лейден, Абрахам поступил сначала в Лейденскую гимназию, а затем в 1855 году и в Лейденский университет. В 1857 году он получил свою начальную степень в литературе, а через год в философии; обе с отличием. Так же Абрахам изучал арабский, армянский и физику. В 1862 году получил степень доктора богословия защитив диссертацию по теме «Богословско-историческое исследование различий взглядов Жана Кальвина и Яна Лаского на церковное управление» (нидерл. Disquisitio historico-theologica, exhibens Johannis Calvini et Johannis à Lasco de Ecclesia Sententiarum inter se compositionem). В своём исследовании Кёйпер показал явную симпатию взглядам более либерального Лаского.

### Религиозная жизнь
В мае 1862 года был допущен к несению церковного служения и в 1863 году он стал служителем Нидерландской Реформатской церкви в городке Бесд (нидерл. Beesd). С 1867 года являлся проповедником в Утрехте, а с 1870 года — в Амстердаме.
Около 1866 года начинает переписку с лидером Антиреволюционной партии Груном ван Принстерером, который оказал сильное влияние на его политические и богословские взгляды.
В 1880 году он основал Амстердамский свободный университет, став его первым ректором. Это был первый протестантский университет в Нидерландах. Основной задачей учебного заведения стала подготовка проповедников с ортодоксальными кальвинистскими взглядами. На посту ректора он стремился к тому, чтобы в академическом мире больше не доминировали либералы, которые, по его словам, практиковали нехристианскую, так называемую нейтральную науку.
Придерживался ортодоксальных протестантских воззрений, поскольку считал, что существовавшая на тот момент Нидерландская реформатская церковь с её современной, либеральной доктриной и проповедью не сблизила людей c Богом. В частности, он выступал против семейной эмансипации, считая противоестественным возвышение жены над мужем. Это привело к церковному расколу (1886). Он был отстранён церковным советом Амстердама из-за своих идей и основал с несколькими десятками сторонников так называемую «опечаленную церковь», на базе которой в 1892 году была создана Реформатская церковь Нидерландов. Эта конфессия имеет свой аналог в христианской реформатской церкви в Северной Америке.
Богословские воззрения Кёйпера имели в тот момент большое значение. Наиболее значимым трудом считается «Энциклопедия Святого Богословия» (1894). Вместе с профессором доктором Германом Бавинком он перевёл кальвинизм XVI века в современную ему эпоху начала промышленной революции. Позже эта версия стала известна как неокальвинизм. Его идеи отличались от первоначального кальвинизма, особенно в отношении благодати, доктрины спасения и доктрины буржуазного правительства. В своих проповедях он высмеивал модернизм в богословии как новомодное увлечение, основанное на поверхностном взгляде на реальность. Он утверждал, что модернизм упустил реальность Бога, молитвы, греха и церкви. Считал, что модернизм в конечном итоге окажется таким же бесполезным, как «выжатая лимонная кожура», в то время как традиционные религиозные истины выживут.
Рассматривая роль Бога в повседневной жизни, считал, что тот постоянно влияет на жизнь верующих, и ежедневные события могут показать это влияние. Бог постоянно воссоздаёт вселенную посредством актов благодати. Божьи поступки необходимы для обеспечения непрерывного существования творения.
В 1898 году, по приглашению Б. Б. Уорфилда, выступил с базовыми лекциями в Принстонской семинарии, что стало его первым широко распространенным знакомством с североамериканской аудиторией. Он также получил там почётную степень доктора юридических наук. Во время своего пребывания в Соединённых Штатах посетил несколько собраний голландских реформаторов в Мичигане и Айове и пресвитерианские собрания в Огайо и Нью-Джерси.

## Политическая карьера

### Политические взгляды и их реализация
В 1874 году он был избран во Вторую палату Генеральных штатов Нидерландов, где сблизился с лидерами Антиреволюционной партии. В 1877 году он покинул парламент, однако уже в следующем году вернулся в политику, возглавив петицию против нового закона об образовании, который сделал ещё более невыгодным положение религиозных школ. В 1894 году был вновь избран в его состав.
На тот момент в стране не существовало национальных политических партий в то время. В избирательных округах были представлены избирательные объединения либерального, консервативного, католического или антиреволюционного характера. В 1876 году он написал «Нашу программу», положившую начало созданию антиреволюционной партии, а в 1879 году именно он основал первую общенациональную политическую партию — Антиреволюционную партию (АРП) и был её председателем до 1905 года и затем с 1907 года до конца жизни. Эта партия была основана на протестантско-христианских идеях, которые присутствовали в голландском обществе с начала девятнадцатого века. Новая партия дистанцировались от названия и программы Французской революции, которая подчеркивала народный суверенитет. По этой причине она была названа антиреволюционной. Сторонники партии выступали за монархию как защитника территорий, завоёванных в голландской Ост-Индии.
Отвергая вмешательство государства в большую часть общественной жизни, он в то же время выдвинул антилиберальный принцип «суверенитета в своём кругу»: который впоследствии стал одной из идеологических основ политики апартеида в Южной Африке. Отвергая французскую интерпретацию суверенитета, в которой все права были получены от государства, он наделял им «промежуточные органы» в обществе, такие как школы и университеты, пресса, бизнес и промышленность, искусство и т. . Считал, что каждый из этих институтов сувереннее в своей сфере и нуждается в поддержке.
В 1889 году он опубликовал книгу «Ручной труд», в которой недовольных работников рассматривал как угрозу общественной безопасности общественной. Он призвал рабочих довольствоваться малым. В то же время он же стоял к истоков христианского профсоюзного движения, в 1891 году он выступил с речью на открытии съезда христианской рабочей организации Patrimonium. Однако в дальнейшем его взгляды стали более реакционными, в 1903 году он резко выступил против забастовки портовых и железнодорожных, добившись принятия запретительных законов. Он назвал действия трудящихся политической, революционней и анархистской акцией, увидел в них «криминальную агитацию» и одобрил любое давление на «рептилий». Часть участников протестов были арестованы, а запрет на забастовки государственных служащих и железнодорожников был отменён только в 1980 году.
Его последователи дали ему прозвище «Абрахам Великий» («Abraham de Geweldige»), а ориентация на низшие классы (в том числе по вопросу всеобщего избирательного права) дала ему прозвище «колокольня простых людей» (klokkeluider van de kleine luyden).
Депутатскую деятельность успешно совмещал с журналистикой, с 1898 по 1901 год был председателем Голландского кружка журналистов, а затем — его почётным председателем.

### На посту премьер-министра Нидерландов
В 1901—1905 годах занимал пост премьера-министра и министра внутренних дел Нидерландов. Кабинет остановился социальную политику, начатую его предшественником Николасом Пирсоном в первую очередь из-за позицию лидера Христианско-Исторического Союза (ХИС) Александра де Саворнина Ломана, поддержка которого была необходима кабинету. Ограничивая профсоюзы путём принятия антизабастовочных (так называемых «удушающих» законов), он в то же время противостоял излишней либерализации экономики. В колониальных делах произошло крупное изменение — была введена так называемая «этическая политика», которая постулировала моральное (или «этическое») призвание Нидерландов по отношению к жителям колоний. Целью этической политики было формирование колониального населения таким образом, чтобы оно могло достичь политической и экономической независимости.
Во внешней политике премьер, который стал ещё более антианглийским после Англо-бурской войны (1899—1902), подозревался в подготовке союза с Германией. Однако его устремления не были реализованы, в том числе и из-за строгого нейтралитета королевы Вильгельмины.
Активно занимался начальным образованием, поощрял создание христианских школ. Помимо газеты De Standaard он основал еженедельник De Heraut. В сфере высшего образования были расширены возможности для создания специальных кафедр, что дало импульс развитию технического образования и реорганизации Политехнической школы в Делфте в Технический университет. Также улучшил финансовое положение религиозных школ. Добился роспуска и переизбрания Сената, чтобы принять закон, по которому дипломы религиозных университетов приравнивались бы к дипломам государственных университетов.

### Дальнейшая карьера
После своего поражения на выборах 1905 года провёл год, путешествуя на поезде, посетив самые труднодоступные места Средиземноморья. В 1907 году он снова хотел быть избранным в Палату представителей, но это не удалось из-за оппозиции со стороны ХСИ, что привело к личному конфликту с де Саворнином Ломаном. В 1908 г. он получил почётное звание государственного министра. В том же году был избран в парламент, стал председателем комитета по реформе орфографии и получил почётную докторскую степень Лёвенского католического университета.
В 1909 году он был дискредитирован так называемым «Ленточным делом». Было установлено, что в 1903 году по его инициативе амстердамский купец Рудольф Леманн получил королевскую награду, а год спустя внёс в партийную кассу АРП 11 000 гульденов. Специально созданный парламентский комитет по расследованию признал его невиновным.
В 1912 году по состоянию здоровья он покинул Палату депутатов, однако в следующем году стал членом Сената от Южной Голландии и оставался в этом статусе до конца жизни. В 1918 году сыграл значительную роль в формировании первого кабинета Шарля Рёйса де Беренбраука.
Его сын Херман Хубер Кейпер стал профессором богословия и оказал большое влияние на Нидерландскую реформатскую церковь, внучка — Йохтйе Лос во время Второй мировой войны спрятала у себя дома от нацистов многих евреев.
Почётный доктор Делфтского технологического университета (1907).

## Память
На доме, где он жил премьер-министром Руудом Любберсом была открыта мемориальная доска, в 2008 году, несмотря на неоднозначные мнения в обществе, на площади Гудстин в Масслёйсе был установлен памятник в его честь.
Теологическим центром Принстона был создан центр им. Абрахама Кейпера, где в том числе хранятся связанные с ним документы. Центр присуждает ежегодную премию его имени. В Гранд-Рапидсе (штат Мичиган) находится Колледж Кейпера. Он был основан в 1939 году как Институт реформатской Библии и был переименован в честь Кейпера в 2006 году.
Его взгляды оказали значительное влияние на становление партии Христианско-демократический призыв и на европейскую христианско-демократическую политику в целом.

## Награды и звания
Командор ордена Нидерландского льва (1913).

## Семья
Был женат на Йоханне Хендрике Схай (нидерл. Johanna Hendrika Schaay, 1842—1899). От этого брака у Кёйпера родилось восемь детей: пять сыновей и три дочери.

## Произведения
- «Богословско-историческая диссертация Джона Кальвина и Джона Ласки» (1862)
- «Консерватизм и Ортодоксия» (1870)
- «Кальвинизм, происхождение и гарантия наших конституционных свобод» (1874)
- «Наша программа» (политическая программа АРП) (1879)
- «Антиреволюционер также в вашей семье» (1880)
- «Суверенитет в своём кругу» (1880)
- «Ручной труд» (1889)
- «Маранафа» (1891)
- «Социальный вопрос и христианская религия» (1891)
- «Энциклопедия священного богословия» (1893—1895)
- «Кальвинизм» (лекции по кальвинизму, шесть базовых лекций Кейпера в Принстоне в 1898 году)
- «Южноафриканский кризис» (1900)
- «Общее прощение» (1902—1905)
- «Парламентские речи» (1908—1910)
- «Звёздные молнии» (1915)
- «Антиреволюционная политика» (1916—1917)
- «Женщины из Священного Писания» (1897)

### Переводы на русский язык
- Абрахам Кайпер. Христианское мировоззрение. Лекции по кальвинизму = Lectures on Calvinism. — Шандал, 2002. — 240 с. — 3000 экз. — ISBN 0-8028-1607-X, 5-93925-024-6.